# Cults
Cults — американский музыкальный коллектив из Манхеттена, Нью-Йорк, играющий инди-поп.

## История
Группа была создана в 2010 году студентами Брайаном Обливионом и Мадлин Фоллин. Мадлин прежде участвовала в записи альбома Touching Cloth панк-группы Youth Gone Mad. Cults самостоятельно выпустили мини-альбом Cults 7", в который вошёл трек «Go Outside», отмеченный в интернет-издании Pitchfork Media как «лучшая новая музыка». Их дебютный эпонимический альбом был выпущен 7 июня 2011 года на лейбле In the Name Of, импринте Columbia Records, основанном Лили Аллен. Диск получил в целом положительные отзывы и занял 52-е место в чарте Billboard 200. Группа во второй раз получила звание «лучшая новая музыка» на Pitchfork, на этот раз с треком «Abducted». В 2011 году Cults вместе с проектом Superhuman Happiness записали трек «Um Canto De Afoxé para o Bloco Do Ilê» для благотворительного альбома Red Hot+Rio 2, изданного по инициативе Red Hot Organization.

## Участники
- Мадлин Фоллин — вокал

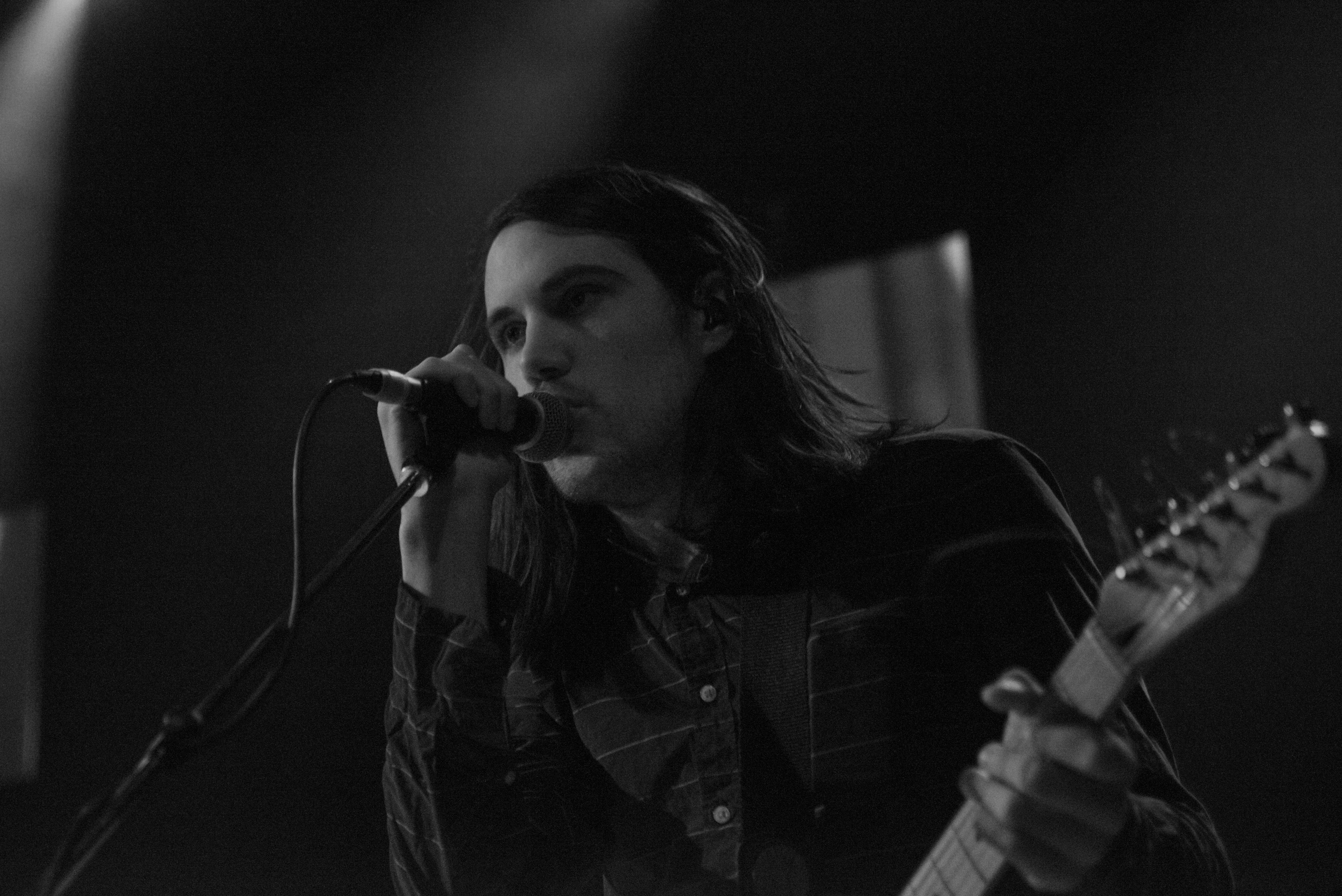
Брайан Обливион

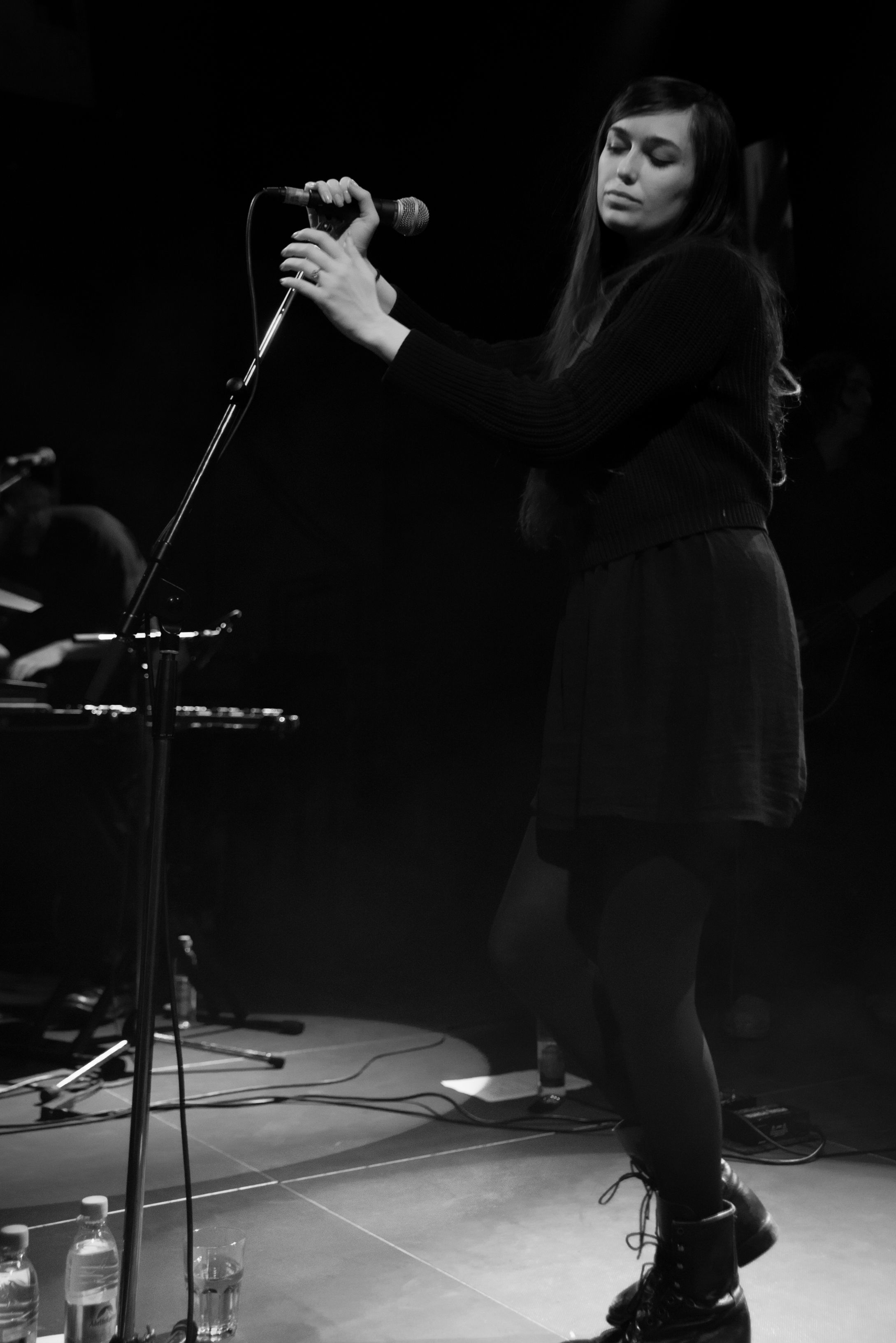
Мадлин Фоллин

- Брайан Обливион — вокал, гитара, перкуссия

### Концертный состав
- Габриэль Родригес — гитара
- Марк Дерисо — ударные
- Натан Агилар — бас-гитара

## Дискография

### Альбомы
- Cults (2011)
- Static (2013)
- Offering (2017)
- Host (2020)

### Синглы
- «Go Outside» (2010)
- «Abducted» (2011)
- «You Know What I Mean» (2011)